# Inimicus sinensis
Inimicus sinensis är en fiskart som först beskrevs av Valenciennes, 1833.  Inimicus sinensis ingår i släktet Inimicus och familjen Synanceiidae. Inga underarter finns listade i Catalogue of Life.